# Kaveh Rastegar
Kaveh Rastegar (Montréal, 17 novembre 1975) è un bassista e compositore statunitense.

## Biografia
Si è laureato all'Eastman School Of Music di Rochester (New York).
Inizia la sua carriera nel 1999 suonando con amici del college, per poi iniziare collaborazioni con molti artisti.
Nel 2003 è uno dei fondatori del quintetto Kneebody (inizialmente conosciuti come Wendel, nati nel 2002), con cui ha ricevuto una nomination per il Grammy Award per la categoria "New music".
L'album omonimo di debutto è pubblicato nel 2005 con l'etichetta indipendente "Greenleaf Music", mentre nel 2007 il secondo album della band, "Low electrical worker" con l'etichetta "Colortone".
Successivamente, con i Kneebody e il cantante Theo Bleckmann, registra l'album "12 Songs of Charles Ives", basato su composizioni e arrangiamenti di Charles Ives, con il quale riceve la nomination al Grammy Award per la categoria "Best Classical Crossover".
Kaveh Rastegar è anche membro del trio Thruster insieme con il chitarrista Timothy Young e il batterista Matt Chamberlain.
Nel 2008 registra l'album "Summer rains" con i The Ditty Boops, con il quale riceve la nomination per il Grammy Award per la categoria "Best recording package".
Kaveh ha lavorato con altri molti artisti: Chewy Puma, Small Medium and Large, Colin Hay, Cee-Lo, Jesca Hoop, Nels Cline, Sam Sparro, Esthero, Antibalas Afro Beat Orchestra, Joshua Radin, Melissa Ferrick, Arik Marshall, Keaton Simons, Greg Kurstin's Action Figure Party, The Calling, Dave Fiuczynski, Carla Bozulich, Wayne Horvitz ecc.
Dal 2008 ha fatto parte della formazione che ha accompagnato il "rocker di Correggio" nei tour italiani ed europei: "European Tour/08", "ElleSette Stadi", "...Sette Notti In Arena", "Orchestra e R'N'R!", "Live 2009", "Solo Rock'n'roll", "Sette notti... non bastano!", e partecipa al tour di Ligabue nell'estate 2010: "Stadi 2010".
Nel 2010 registra con Luciano Ligabue l'album Arrivederci, mostro! e la versione acustica "Arrivederci, mostro! Tutte le facce del mostro", mentre nel 2011 collabora alla registrazione, in California, dell'album di Noemi intitolato RossoNoemi.
Il 16 luglio 2011 partecipa al concerto Campovolo 2.0, durante il quale è stato registrato l'album live Campovolo 2.011, pubblicato il 22 novembre 2011. Nel 2012 partecipa al mini tour di Ligabue "Rock in Londra, Locarno, Cividale, Taormina e Napoli".

## Discografia

### Album
- 1999 – Dispenza – Four Songs (EP)
- 2000 – Old Sol – EP
- 2002 – Wendel – Wendel
- 2002 – Dakah – Unfinished Symphony
- 2002 – Shane Endsley – 2nd Guess
- 2002 – Michael Andrews – Cypher colonna sonora
- 2002 - Michael Andrews – Orange County colonna sonora
- 2002 – Baba Alade – Unified And One
- 2003 – Dakah – Live At California Plaza 07/05/03
- 2003 – Pan Dulce – Pan Dulce
- 2003 – Dj Haul e Mason – Cell: Eight
- 2003 – Arik Marshall – Fantaseality
- 2003 – Kneebody – Live Fall 2003
- 2004 – Dakah – Live In Los Angeles 07/02/04
- 2004 – Dakah – Live In San Francisco 07/31/04
- 2004 – Thruster – Thruster!
- 2004 – Thruster – Live In Seattle 04/02/2004
- 2004 – Casey Black – Vacations
- 2004 – Click Boom – The Freak Went Suite
- 2004 – Keven Brennan – God Is A Mighty Gourd
- 2004 – Keaton Simons – Currently (EP)
- 2004 – Michael Andrews – Wonderfalls Soundtrack
- 2005 – Kneebody – Kneebody
- 2005 – Dj Haul – Half Baked Goods
- 2005 – Branden Harper – Tangents
- 2005 – Keaton Simons – Exes And Whys
- 2005 – Celeste Prince – Lady Sings
- 2005 – Christopher Wong – Journey From The Fall colonna sonora
- 2005 – Uri Caine e Nate Wood – Shelf Life colonna sonora
- 2006 – Kneebody – Live volume one
- 2006 – Michael Hernandez – Anonyme
- 2006 – John Stowers – Everything You Do
- 2006 – Anna Dagmar – EP
- 2006 – Rosey – The Old Fashioned Way
- 2006 – Jurassic 5 – Feedback
- 2007 – Kneebody – Low Electrical Worker
- 2007 – Thruster – Green Heat
- 2007 – John Rogers – Satori
- 2007 – Tony Scott – A Jazz Life
- 2007 – Colin Hay – Are You Looking At Me?
- 2008 – Kneebody – Live Volume 2: Italy
- 2008 – Kneebody e Theo Bleckmann – 12 Songs Of Charles Ives
- 2008 – Chewy Puma – Macabre Cadabre
- 2008 – Allensworth – Broken Leaves
- 2008 – Raya Yarbrough – Raya Yarbrough
- 2008 – The Ditty Boops – Summer Rains
- 2008 – Richard Stekol – The Point of Stars
- 2009 – Erica Mou – Bacio ancora le ferite
- 2009 – Anna Dagmar – Let The Waves Come In Threes
- 2009 – Colin Hay – American Sunshine
- 2009 – Chali 2Na – Fish Outta Water
- 2009 – John Gold – A Flower In Your Head
- 2009 – Jesca Hoop – Hunting My Dress
- 2009 – Luciano Ligabue – Sette notti in Arena
- 2010 – Luciano Ligabue – Arrivederci, mostro!
- 2010 – Luciano Ligabue – Arrivederci, mostro! Tutte le facce del mostro
- 2011 – Noemi – RossoNoemi
- 2012 – Luciano Ligabue – Campovolo 2.011
- 2013 - Luciano Ligabue - Mondovisione

### Collaborazioni
- 1999 – Skerik and The Keefus Trio – My Favorite Things
- 2000 – Keaton Simons – Currently
- 2001 – Damon Aaron – Don't Get Up Again back in 2000
- 2001 – Aya Peard - You Say
- 2002 – Gwendolyn Yeo Trio - Lovers
- 2005 – Carla Bozulich - Lonesome Roads
- 2005 – Chris Pelonis feat. Jeff Bridges e Nate Wood – Van Gogh In Hollywood, for voice & band
- 2006 – Alan Lightner feat. Aloe Blacc – Calypso Music
- 2007 – John C. Reilly – Let's Duet
- 2007 – Scott Bruzenak - Astroid Power Up (Kaveh)